# Dieta di Augusta

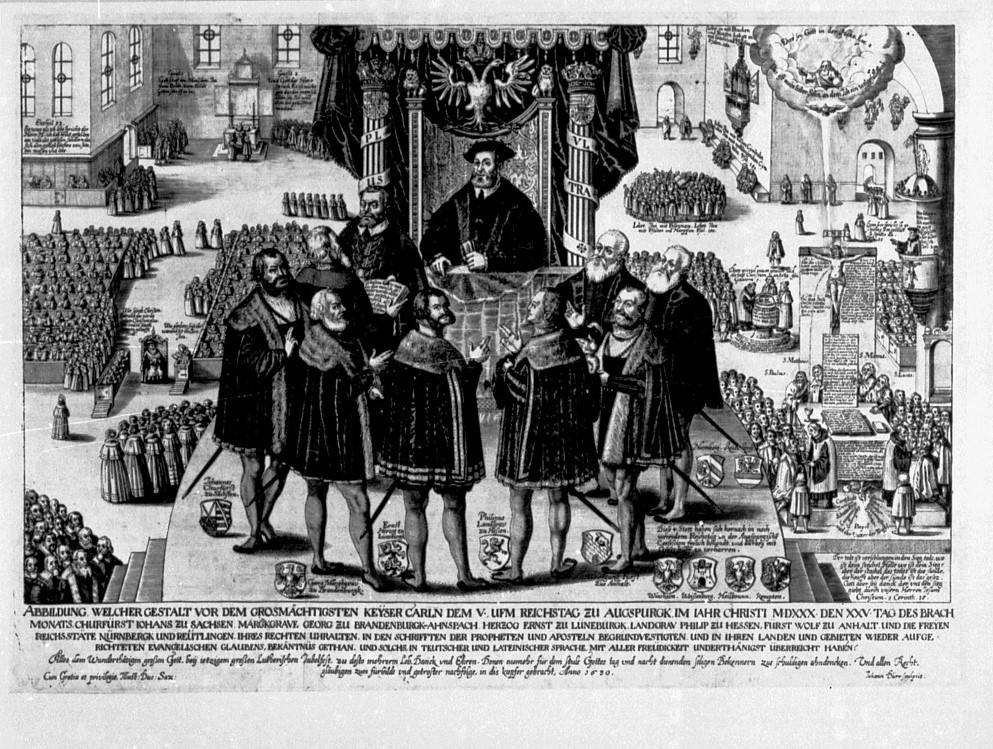
Carlo V riceve la Confessio Augustana

Le assemblee denominate Dieta di Augusta furono le sedute della Dieta del Sacro Romano Impero avvenute nella città tedesca di Augusta (Augsburg), dal 952 al 1582. 

## Diete di Augusta
Fin dal X secolo molte sessioni della Dieta imperiale furono convocate e tenute ad Augusta, ma alcune di esse sono particolarmente degne di nota, durante il periodo della Riforma e delle guerre religiose che ne derivarono: quelle del XVI secolo, presiedute dall'imperatore Carlo V d'Asburgo.

### Dieta del 1500
Dieta dell'Impero tenuta ad Augusta nel 1500 sotto il regno di Massimiliano I.
Questa Dieta cercò di creare un esecutivo federale, il Reichsregiment; per la frammentazione degli Stati tedeschi che imponeva la creazione di strutture amministrative regionali: i Circoli dell'Impero (Kreise). Ad Augusta sono fissati al numero sei: Baviera, Sassonia, Svevia, Franconia, Basso Reno-Vestfalia e Alto Reno. E sono chiaramente definite le loro prerogative e poteri.
Le diete di Treviri e Colonia (1512) portano il loro numero a dieci, aggiungendo i Circoli di Austria, Borgogna, il Circolo elettorale del Reno e dividendo la Sassonia in Alta e Bassa.
Confermati dalla Dieta di Worms del 1521, che fissa definitivamente questo numero, rimarranno invariati fino al 1806.

### Dieta del 1518
Dieta dell'Impero tenuta ad Augusta nell'autunno del 1518 (da luglio a ottobre) sotto il regno di Massimiliano I, che morì pochi mesi dopo.
Massimiliano cercò di far eleggere suo nipote Carlo Re dei Romani, per garantirne la successione, ma non riuscì (l'unico figlio maschio di Massimiliano, Filippo I di Castiglia era morto nel 1506).
Le Gravamina della Nazione tedesca contro la Santa Sede furono messe all'ordine del giorno, ma la decisione fu rinviata.
Massimiliano I era l'unico monarca cristiano che voleva attuare i piani di crociata del Papa e del Concilio Lateranense contro i Turchi, ma i principi non si fidavano. Gli Stati imperiali si opposero anche alla richiesta di riconciliazione con gli eretici boemi, affinché potessero partecipare alla crociata; questo perché sarebbe stato necessario aumentare la tassa per la guerra contro i turchi (Reichstürkenhilfe), suggerita dal cardinale Tommaso De Vio. E anche la chiamata di Ulrico von Hutten "Exhortatio ad principes Germaniae" alla guerra turca, che comprendeva un programma di riforme imperiali, non ebbe risposta.
Nello stesso tempo, papa Leone X aveva convocato a Roma Martin Lutero (che dichiarava la superiorità della Scrittura sull'autorità del Papa) per le sue teorie. Lutero aveva ottenuto di non andare a Roma ma ad Augusta; per questo il Papa aveva mandato un legato italiano (un errore dato l'anti-latinismo dei tedeschi all'epoca), il cardinale Tommaso De Vio. Quest'ultimo incontrò Lutero dal 12 al 14 ottobre (dopo la partenza dell'imperatore che l'aveva convocato). Ma il frate, che non si considerava un eretico, rifiutò di ritrattare appellandosi inizialmente al Papa; poi, incalzato abilmente dal cardinale, si spinse fino a negare la supremazia del pontefice: "Non solo un concilio è superiore al papa, ma lo è qualunque credente che sia fornito di maggiore autorità e ragione". Si sentiva forte del sostegno popolare e della protezione dell'elettore Federico III di Sassonia. Lutero evitò un arresto imminente fuggendo di notte.
Durante la dieta, ci sarà anche una rottura tra i giovani riformatori (i filo-luterani) e gli anziani (sostenitori della filosofia tomistica).

### Dieta del 1530 («Confessione augustana»)
Dieta dell'Impero tenuta ad Augusta da giugno a novembre 1530 sotto il regno di Carlo V.
Questa dieta è convocata dall'imperatore per sedare le tensioni religiose crescenti e chiarire la sottomissione dei principi del Sacro Romano Impero passati alla riforma luterana. Ma ebbe lo svantaggio che i principi riformatori del Nord si riunirono sotto la guida di Filippo d'Assia e dell'elettore Giovanni Federico di Sassonia.
Dopo che l'Editto di Worms aveva condannato il luteranesimo, erano emersi dei problemi di applicazione nel corso degli anni Venti, quando Carlo V era in guerra con la Francia e gli impegni nel resto del suo impero gli impedivano di concentrarsi sui problemi religiosi tedeschi. Nel 1529, tuttavia, era stato firmato un trattato di pace con la Francia. E dopo questo successo Carlo V decise di affermare il suo controllo su quelle che egli vedeva come eresie religiose tedesche.
Il 25 giugno i protestanti presentarono al sovrano la Confessione di Augusta, testo fondante del luteranesimo scritto da Filippo Melantone (che sostituì Lutero, allora bandito dall'Impero e impossibilitato a presenziare alla dieta) e Camerario, che fu respinto da teologi cattolici con la Confutatio pontificia del 3 agosto. Nonostante alcune modifiche concilianti apportate dal prudente discepolo Melantone al testo originale di Lutero, Carlo lo fece bocciare dalla dieta, dove i principi cattolici erano in maggioranza. Altre due confessioni vengono pure presentate e respinte dall'imperatore, la Confessione Tetrapolitana scritta da Martin Bucero e Volfango Capitone, e la Fidei Ratio presentata come una confessione personale di Zwingli.
Il 20 settembre Lutero consigliò ai principi protestanti di prepararsi alla guerra piuttosto che accettare compromessi con la Chiesa cattolica, il che porterà all'inizio del 1531 alla formazione della Lega di Smalcalda guidata da Filippo d'Assia. La dieta termina il 19 novembre con il recesso di Augusta che conferma l'editto di Worms: ordina ai principi evangelici di sottomettersi entro il 15 aprile 1531, per ripristinare nei loro stati la giurisdizione episcopale ed i beni del Chiesa.

### Dieta del 1547-1548 («Interim di Augusta»)
Dieta tenuta ad Augusta (geharnischter Reichstag, "Dieta furiosa") dal settembre 1547 al giugno 1548 sotto il regno di Carlo V. Il 24 aprile 1547, l'imperatore sconfisse la Lega di Smalcalda nella battaglia di Mühlberg. Il Sud e l'Ovest del Sacro Impero si sottomettono e solo il Nord resiste. Il 1º settembre, ad Augusta si apre una dieta che consacra la vittoria dell'imperatore.
Nei mesi successivi l'imperatore convoca regolarmente il Reichstag, confisca la cattedrale e il 15 maggio 1548 proclama l'interim di Augusta, forma di fede e disciplina ai dogmi cattolici, che consente la comunione sotto entrambe le specie ai laici e il matrimonio ai sacerdoti. Questo testo assume valore provvisorio in attesa delle conclusioni del Concilio di Trento.
Questo testo, che doveva essere consensuale, non soddisfaceva nessuno: la Chiesa era amareggiata e i luterani "innamorati" della libertà. Tuttavia, il 30 giugno Carlo V promulgò l'interim nell'Impero, con alcune compensazioni in alcune regioni, come Strasburgo o Costanza. La Sassonia rimase  ribelle, mentre il Brandeburgo e il Palatinato si sottomisero.
Il 26 giugno, l'imperatore approfittò della dieta per mettere i Paesi Bassi (attuali Belgio e Olanda) sotto la protezione dell'Impero germanico, all'interno della decima cerchia dell'Impero, mediando un'esenzione dalle normali tasse della giurisdizione della camera imperiale.

### Dieta del 1550-1551
Dieta tenutasi ad Augusta nel 1550 e 1551 durante il regno dell'imperatore Carlo V.
Nel 1550 Carlo V convoca la dieta per emanare un editto contro i luterani. Vi fu, tuttavia, un aumento delle tensioni tra l'imperatore e suo fratello minore Ferdinando, da cui quest'ultimo trasse le sue conseguenze: all'ultimo momento, tentò di prorogare l'esecuzione della convenzione di Nyírbátor. Ma i suoi vassalli ungheresi, oppressi dai turchi, che vivevano in attesa di riunificazione, costrinsero Carlo V a intervenire.
Ma il tema più grave dell'alterco fu l'ambizione di Carlo V di trasformare la monarchia elettiva in una monarchia ereditaria: esortò suo fratello a cedere a suo figlio Filippo il titolo di Re dei Romani e la successione all'Impero. Di fronte all'indignato rifiuto di suo fratello, Carlo chiese nel marzo del 1551 la sua deposizione in favore di suo figlio agli elettori del Reichstag. Questo però votò contro, con forte opposizione di Palatinato, Sassonia e Brandeburgo.
Inoltre il re di Francia Enrico II si unì a Solimano, il sultano dei turchi, e minacciò l'Impero, portando la guerra nel Nord Italia. Intrappolati tra due fronti, i principi dell'Impero, incluso Ferdinando, si uniscono sotto la direzione dell'Imperatore dimenticando le loro differenze per un po'.

### Dieta del 1555 (Pace di Augusta)
Dieta tenutasi ad Augusta da febbraio a novembre 1555 durante il regno dell'imperatore Carlo V, che, alla fine della sua vita, è stanco. Ha dovuto combattere per tutta la vita, è stato a lungo il monarca più potente d'Europa. Ma il nuovo Papa, Paolo IV, cercava di ridurre l'influenza dell'Imperatore in Italia e si legò a Enrico III di Francia che bramava alcuni territori dell'Impero, mentre la lotta tra protestanti e cattolici si faceva più vivace che mai. La gotta tormentava il sovrano, che decise di cessare di regnare e, inaspettatamente, rinunciò alle sue corone.
Ma prima, il 5 febbraio 1555, apre formalmente la dieta ad Augusta per preparare il suo paese alla pace. Dopo lunghe trattative, condotte dal fratello Ferdinando, la dieta promulga la pace di Augusta il 25 settembre: protestanti e cattolici hanno finalmente gli stessi diritti in tutto l'Impero, quindi divisi in due: la Renania e la Baviera restano cattoliche, il Nord e la Franconia passano alla Riforma. Due terzi della popolazione tedesca è passata al protestantesimo. Ora viene codificato il principio cuius regio, eius religio, secondo il quale ogni principe aveva il potere di decidere la confessione religiosa dei suoi sudditi, senza interferenze esterne, con alcune eccezioni (Declaratio Ferdinandea e Reservatum ecclesiasticum). 
L'imperatore stanco si prepara al trasferimento del potere: a novembre condivide i territori annessi tra i suoi eredi e il 25 ottobre 1555 abdica: suo figlio Filippo II gli succede in Spagna e in Italia, suo fratello Ferdinando diventa Ferdinando I del Sacro Romano Impero.

### Dieta del 1559
Dieta tenuta ad Augusta nel 1559 durante il regno di Ferdinando I. L'Impero inizia ad aprire diete regolari per monitorare la direzione della federazione costantemente: è il caso di questa, che fu una dieta di routine.
È importante, sotto il profilo diplomatico, per alcuni punti: gli ambasciatori di Francia vi vengono inviati da Enrico II, in seguito alla pace promulgata con Filippo II di Spagna a Cateau Cambrésis, nella quale il primo aveva perso quasi tutto in Italia, ma aveva conservate alcune città come Metz, Toul e Verdun, che interessavano l'Impero. Il nuovo papa Pio IV aveva riconosciuto finalmente Ferdinando come imperatore. Si trattava quindi anche per gli ambasciatori cattolici di rassicurarsi sull'espansione del protestantesimo.

### Dieta del 1566
Dieta tenutasi ad Augusta da gennaio a settembre 1566 sotto il regno di Massimiliano II.
Il sultano turco Solimano è alla fine della sua vita ma continua a scatenare guerre e conquiste: e nel 1566 entra in Ungheria. Massimiliano chiese alla dieta di Augusta più aiuti di quanti ne avesse ricevuti Carlo V dopo l'assedio di Vienna da parte di Solimano, che il Reichstag concesse.
La questione protestante, inoltre, non fu trascurata dalla dieta: a marzo, un testo di confessione riformata, "Confessio et expositio simplex orthodoxae fidei et dogmatum Catholicorum syncerae religionis Christianae" (seconda confessione elvetica), scritto nel 1564 da Teodoro di Bèza e Enrico Bullinger, fu inviato tramite Federico III del Palatinato agli elettori per certificare l'unità dei riformati dentro e fuori l'Impero. 
In questa dieta i decreti del Concilio di Trento vennero accettati dai principi cattolici della Germania.

### Dieta del 1582
Dieta tenutasi ad Augusta nel 1582 durante il regno di Rodolfo II. Due azioni da ricordare da questa dieta: l'intervento a Colonia per prevenire la secolarizzazione dei benefici ecclesiastici e il rifiuto degli elettori di passare al calendario gregoriano.
In effetti nel 1582 papa Gregorio XIII, volendo tornare alle date pasquali del Concilio di Nicea, e compensare la discrepanza causata dal calendario giuliano, decise la soppressione di dieci giorni dall'anno 1582 e l'abolizione di tre anni bisestili ogni quattrocento anni.
Il Papa, tuttavia, trovò più difficile far accettare la sua riforma piuttosto che redigerla: la Francia resistette per alcuni mesi, fino a quando un editto di Enrico III regolò la Francia come Roma, mentre l'imperatore non persuase i principi di Augusta ad adottare il cambiamento di dieci giorni. Così rimase per qualche tempo il vecchio calendario anche tra i cattolici della Germania, il calendario gregoriano fu adottato solo in seguito.